# Armenië op het Eurovisiesongfestival 2022
Armenië nam deel aan het Eurovisiesongfestival 2022 in Turijn, Italië. Het was de veertiende deelname van het land aan het Eurovisiesongfestival. ARMTV was verantwoordelijk voor de Armeense inzending voor de editie van 2022.

## Selectieprocedure
Na één jaar afwezigheid besloot ARMTV weer deel te nemen aan het Songfestival. Intern werd zangeres Rosa Linn geselecteerd om haar moederland te vertegenwoordigen. Haar liedje Snap werd later bekendgemaakt. Linn schreef het nummer samen met Larzz Principato, Jeremy Dusoulet, Allie Crystal, Tamar Kaprelian en Courtney Harrell. Kaprelian deed zelf eerder al eens voor Armenië mee aan het Songfestival, in 2015 als onderdeel van de groep Genealogy.

## In Turijn
Armenië trad aan in de eerste halve finale, op dinsdag 10 mei 2022. Rosa Linn was als laatste van zeventien artiesten aan de beurt, net na Subwoolfer uit Noorwegen. Armenië was een van de tien landen die doorstootte naar de finale. Het werd uiteindelijk vijfde in de eerste halve finale.
In de finale, op zaterdag 14 mei 2022, trad Armenië als achtste van vijfentwintig landen aan, net wederom na Noorwegen en gevolgd door Mahmood en Blanco uit Italië. Armenië werd in de finale uiteindelijk twintigste met 61 punten. Geen enkel land had in de finale de volle 12 punten over voor Snap.

## Na het festival
Het liedje Snap werd na het festival, ondanks een bescheiden 20ste plek, mede door het platform TikTok een wereldhit.
2006 · 2007 · 2008 · 2009 · 2010 · 2011 · 2012 · 2013 · 2014 · 2015 · 2016 · 2017 · 2018 · 2019 · 2020-2021 · 2022 · 2023 · 2024 · 2025
Albanië · Armenië · Australië · Azerbeidzjan · België · Bulgarije · Cyprus · Denemarken · Duitsland · Estland · Finland · Frankrijk · Georgië · Griekenland · Ierland · IJsland · Israël · Italië · Kroatië · Letland · Litouwen · Malta · Moldavië · Montenegro · Nederland · Noord-Macedonië · Noorwegen · Oekraïne · Oostenrijk · Polen · Portugal · Roemenië · San Marino · Servië · Slovenië · Spanje · Tsjechië · Verenigd Koninkrijk · Zweden · Zwitserland